# Каумпули
Каумпули е бог на чумата в митологията на ганда, син на Кайемба, братът на цар Джуко. Според мита Кайемба встъпва в брак с жена на име Наку, пренебрегвайки предупрежденията на боговете, че тази постъпка ще донесе смъртна опасност. След време Наку ражда ражда дете без ръце и крака, което нарича Каумпули. Виждайки го, Кайемба се изплашва и изпраща майката и детето в съседното царство Бусога, но оттам ги връщат обратно. Дълго време Наку и Каумпули скитат, гонени отвсякъде, докато накрая се заселват в Булемези, където след време Каумпули умира. След смъртта си той става бог на чумата.
В Булемези е построн храм на Каумпули, като се вярва, че богът се намира в дълбока яма във вътрешността на храма. Тази яма непрекъснато е покривана със стъбла от банани, върху тях се слагат кожи от диви котки, а най-отгоре по края са поставяни камъни – всичко това с цел Каумпули да не бяга и да не вреди на хората. На цар Джуко е забранено да гледа към Булемези, защото ще умре. Една от неговите съпруги е специално натоварена със задачата да следи това да не се случи, но веднъж се разболява тежко, царят поглежда към мястото на храма и не след дълго умира.